# Seseli petrosciadium
Seseli petrosciadium är en växtart i släktet säfferötter (Seseli) och familjen flockblommiga växter.
Arten är en mindre buske som förekommer i Afghanistan och västra Himalaya. Den beskrevs först som Petrosciadium caespitosum av Michael Pakenham Edgeworth 1845, och fick sitt nu gällande namn av Michail Pimenov och Jevgenij Kljujkov 2000.